# Osama Chtiba
Osama Chtiba est un footballeur libyen né le 27 septembre 1988. Il évolue au poste de défenseur avec le Nejmeh Sporting Club.

## Carrière
- 2008-2009 : Al Nasr Benghazi ( Libye)
- 2009-2011 : Al-Ittihad Tripoli ( Libye)
- 2011-... : Nejmeh SC ( Liban)[1]

## Palmarès
- Championnat de Libye de football : 2010
- Supercoupe de Libye de football : 2009, 2010